# Roztwór wodny

Pierwsza powłoka solwacyjna jonu sodu rozpuszczonego w wodzie

Roztwór wodny – roztwór, w którym rozpuszczalnikiem jest woda. Substancje chemiczne rozpuszczone w wodzie oznacza się przyrostkiem aq (z łac. aqueus – wodny), często w indeksie dolnym, np. X(aq).
Roztwory wodne niektórych substancji zwyczajowo nazywane są „wodami” z odpowiednim przymiotnikiem, np. woda amoniakalna czy woda wapienna.

## Fizykochemia roztworów wodnych
Woda jest substancją silnie polarną (względna przenikalność elektryczna εr ≈ 80 (w 20 °C); moment dipolowy = 1,84 D).
Zgodnie z prawem Coulomba siła przyciągania ładunków q1 i q2 w ośrodku o stałej dielektrycznej ε opisuje zależność:
{\displaystyle F={\frac {1}{4\pi \varepsilon _{0}\varepsilon _{r}}}{\frac {q_{1}q_{2}}{r^{2}}}}
Szczególnie duża stała dielektryczna wody osłabia więc oddziaływanie elektrostatyczne między ładunkami, dzięki czemu woda jest dobrym rozpuszczalnikiem substancji polarnych (zgodnie z zasadą podobne rozpuszcza podobne), np. soli, kwasów, zasad, alkoholi, amin, cukrów i in. Słabo rozpuszczają się natomiast substancje niepolarne, np. węglowodory i tłuszcze. Substancje słabo rozpuszczalne w wodzie mogą tworzyć roztwory koloidalne i zawiesiny.
Podczas rozpuszczania w wodzie elektrolitów (soli, kwasów i zasad) ulegają one dysocjacji na jony. Silne elektrolity całkowicie jonizują się w wodzie, w odróżnieniu od słabych elektrolitów, których jonizacji ulega tylko niewielka część cząsteczek. Roztwory elektrolitów dobrze przewodzą prąd elektryczny. Wodne roztwory substancji niebędących elektrolitami (np. cukrów, alkoholi i pierwiastków chemicznych niereagujących z wodą) nie przewodzą prądu. Niektóre substancje w roztworach wodnych mogą ulegać hydrolizie.
Woda ulega autodysocjacji zgodnie z równaniem:
2H
2O  ⇄  H
3O+
 + OH−

W wodnych roztworach kwasów i zasad (w ujęciu Arrheniusa) oraz niektórych soli następuje zaburzenie tej równowagi, wskutek czego zmienia się stężenie jonów wodorowych i wodorotlenowych, a roztwór taki wykazuje odczyn kwasowy lub zasadowy. Miarą kwasowości/zasadowości roztworu wodnego jest skala pH.
Podczas rozpuszczania ciał krystalicznych następuje zniszczenie ich struktury krystalicznej, czemu towarzyszą efekty cieplne. Siłą napędową tego procesu jest solwatacja (a dokładniej – hydratacja) cząsteczek przechodzących do roztworu.
Cząsteczki wody mogą skutecznie solwatować zarówno kationy i atomy elektrofilowe cząsteczek (poprzez oddziaływanie elektrostatyczne), jak i aniony i atomy nukleofilowe (poprzez wiązania wodorowe). Stopień hydratacji jonów może decydować o rozpuszczalności danej substancji, np. siarczan magnezu jest dobrze rozpuszczalny w wodzie (33,5 g/100 g H2O w 20 °C), siarczan wapnia słabo (0,24 g/100 g), a siarczan baru jest praktycznie nierozpuszczalny (0,00031 g/100 g), pomimo że na podstawie energii sieci krystalicznej należałoby oczekiwać sytuacji odwrotnej. Różnice te przypisuje się różnej hydratacji kationów; ich liczby hydratacyjne (określające liczbę cząsteczek wody zaasocjowanych wokół jonu) wynoszą: Mg2+
 ok. 15, Ca2+
 5,9 i Ba2+
 4,2.
Miarą rozpuszczalności substancji jonowych w wodzie jest iloczyn rozpuszczalności. Rozpuszczalność większości ciał stałych i cieczy w wodzie zwiększa się wraz z temperaturą, natomiast rozpuszczalność gazów maleje. Rozpuszczaniu niektórych substancji w wodzie może towarzyszyć kontrakcja objętości (np. rozpuszczanie etanolu). Większość substancji ma ograniczoną rozpuszczalność w wodzie, jednak niektóre ciecze są mieszalne z wodą, czyli tworzą roztwory wodne w pełnym zakresie stężeń 0–100% (np. alkohol etylowy).
Roztwory wykazują wyższą temperaturę wrzenia i niższą temperaturę krzepnięcia niż czysta woda. Miarami tych zmian są odpowiednio: stała ebulioskopowa wynosząca dla wody 0,515 kg×K×mol−1 i stała krioskopowa wynosząca dla wody 1,853 kg×K×mol−1.

## Roztwory wodne w naturze
Woda jest rozpuszczalnikiem najpowszechniej występującym na Ziemi i zawsze jest roztworem pewnych ilości różnych substancji. Woda morska zawiera w największym stężeniu kationy sodu (Na+
) i magnezu (Mg2+
) oraz aniony chlorkowe (Cl−
) i siarczanowe (SO2−
4), które łącznie nadają wodzie morskiej intensywnie gorzki lub gorzko-słony smak i powodują, że nie nadaje się ona do picia. Woda słodka zawiera znacznie mniej soli i są to głównie wodorowęglany wapnia i magnezu, odpowiadające za twardość wody. Najmniej substancji rozpuszczonych zawiera woda opadowa – głównie gazy obecne w powietrzu, przede wszystkim dwutlenek węgla, tlen i azot.